# Nelenite
La nelenite è un raro minerale arseniato fillosilicato.